# Klan Rudé lišky
Klan Rudé lišky (The Red Fox Clan) je druhý díl sequel knižní série Královská hraničářka k souboru Hraničářův učeň, jehož autorem je australský spisovatel John Flanagan. Knížka volně navazuje na předchozí díl Královská hraničářka (2013), odehrává se dva roky po jeho skončení. Hlavními postavami jsou zde Maddie, Gilan, Kasandra a Horác, hraničář Will, jedna z hlavních postav předchozího dílu, se zde vyskytuje jen okrajově. Knížka byla v Austrálii vydána v roce 2018 skrze nakladatelství Random House, stejný rok vyšel i český překlad u nakladatelství Egmont.

## Děj
Hraničářská učenka a zároveň královská princezna Maddie se po dokončení zkoušek třetího ročníku vrací na nějakou dobu zpět na hrad Araluen. Její otec Horác mezitím odjíždí s menší jednotkou vojáků, lučištníků a hraničářem Gilanem na východní pobřeží království, kde se dle jeho informací shromažďuje malá skupinka z klanu Rudé lišky. Ten usiluje o to, aby princezna Kasandra, jakožto žena, nemohla převzít království po jejím nemocném otci. Z původně malé skupinky vzbouřenců se ale nakonec vyklube téměř 150 vojáků a přestože se Horácovým jednotkám daří snižovat přesilu, jsou nuceni se zabarikádovat ve starší pevnosti, kde jsou následně obklíčeni.
V okolí hradu Araluen mezitím Maddie tajně přebrala práci po Gilanovi a hlídá léno. Její pozornost upoutá staré opatství, ve kterém se potají v noci schází jistá skupina lidí. Jedná se, jak Maddie jedné noci zjistí, o hlavní skupinu klanu Rudé lišky, jejímž velitelem je Dimon – velitel stráže na Araluenu. Ten je velmi vzdáleným příbuzným princezny Kasandry a chce získat trůn pro sebe. Maddie se nedopatřením prozradí a je nucena z opatství utéct, kvůli čemuž nestihne svojí matku včas varovat a Dimonova skupina za úsvitu dalšího dne obsadí hrad Araluen. Skupině kolem Kasandry se podaří zabarikádovat v jižní věži, která je postavená tak, aby jí dokázala dlouhou dobu ubránit i malá skupinka vojáků. Navíc do ní vede tajná chodba, o které ví jen Maddie.